# Adium
Adium — универсальный клиент мгновенного обмена сообщениями (мессенджер) для macOS-систем, который поддерживает множество протоколов, и выпущен под лицензией GNU GPL.

## История
Adium первоначально был создан студентом Адамом Айзером (Adam Iser), и первая его версия, 1.0, была выпущена в сентябре 2001. Следующая версия первоначально должна была называться «Adium 2.0», но позже программа была переименована в «Adium Х» — код был полностью переписан.
Важным улучшением «Adium» стал переход на libpurple, что дало возможность добавить поддержку других протоколов кроме AIM. Поддерживаемые протоколы теперь включают в себя ICQ, MSN Messenger, Yahoo! Messenger, XMPP (используемый в Google Talk). Libpurple была разработана командой Pidgin, команда Adium главным образом работает над графическим интерфейсом программы (GUI).
Следующий главный релиз — «Adium X 1.0». За процессом развития можно наблюдать на странице «Adium’s trac». Самым значительным изменением в «Adium 1.0» должен был стать запланированный переход от libpurple к joscar, которая улучшила бы пересылку файлов. Однако, 8 декабря 2006 года, разработчики вернулись к libpurple из-за проблем с мостом Java-Cocoa.
С выходом версии 1.5 прекратилась поддержка компьютеров основанных на PowerPC.

## Поддержка протоколов
Adium поддерживает следующие протоколы:
- AOL Instant Messenger
- Bonjour
- Gadu-Gadu
- Google Talk
- ICQ
- IRC
- LiveJournal
- Lotus Sametime
- .Mac
- MeBeam
- MSN Messenger
- MySpaceIM
- .NET Messenger Service
- Novell GroupWise
- SIP / SIMPLE
- StatusNet
- Tlen
- Twitter (начиная с версии 1.4, или плагин)[5]
- Windows Live Messenger
- XMPP
- Yahoo! Japan
- Yahoo! Messenger
- Zephyr
- Tlen (плагин)[6]
- Xfire (плагин XBlaze)[7]
- Skype (плагин)[8]
- Facebook Chat
- VK Chat